# Георгиева, Иваничка Петрова
Иваничка Петрова Георгиева (болг. Иваничка Петрова Георгиева, родилась 27 августа 1937 года в Севлиево) — болгарский историк, этнолог и этнограф, преподаватель Софийского университета, доктор исторических наук, профессор.

## Биография
Окончила исторический факультет Софийского университета по специальности «Археология» в 1960 году. В 1968 году защитила докторскую диссертацию на тему «Традиционные черты и социологические элементы в быту и культуре современной рабочей молодёжи города Сливен» (болг. Традиционни черти и социологически елементи в бита и културата на съвременната работническа младеж в гр. Сливен). В 1984 году защитила диссертацию на тему «Болгарская народная мифология» (болг. Българска народна митология), за что получила звание степень доктора исторических наук.
- Начала работу сотрудницей Музея революционного движения в Софии (1960—1962).
- С 1963 по 1966 годы — аспирант Этнографического института и музея при Болгарской академии наук, с 1968 по 1974 годы — научный сотрудник.
- С 1974 года работает в Софийском университете: до 1978 года была главным ассистентом, с 1978 по 1987 годы — доцентом, с 1987 года — профессор. В 1990—2000 годах — декан кафедры этнологии исторического факультета.

В 1970—1976 годах занимала должность секретаря Центрального совета Болгарского исторического общества (1970—1976).

## Награды
- Награда Кирилла и Мефодия (1984)
- Pitre-Solomone Mariono (1986)
- Почётный знак Софийского университета I степени (1998)
- Государственная премия Республики Крым за 2019 год — за работу "Болгары Крыма. Возвращение к истокам: иллюстрированное издание"[1]

## Публикации

### Монографии
- 1981. (заедно с Д. Москова). Жената в съвременното българско село. Изследване. С., 1981, 166 с.
- 1983. Българска народна митология. /Изследване/. С., 1983.
- 1993. Българска народна митология. 2 прераб. и доп. изд. С., 1993, 259 с.
- 1985. Bulgarian Mythology. Sofia, 1985, 212 p.
- 1991. Mitologia bulgara. Roma, 1991.

### Как составитель и редактор
- 1975. Етнография на България. В 3 т. Т. 3. Духовна култура. Съставителство. С., 1975, 388 с.
- 1982. Методическо ръководство за събиране на етнографски материали. Съставителство. С., 1982, 164 с.
- 1984. Народната култура в София и Софийско. Мат. от науч. конф. на тема «Нар. култура в София и Софийско», състояло се на 1 и 2 дек. 1982 г. в София. Съставителство и редакция. С., 1984, 282 с.
- 1988. Етнография за човека и обществото. (Уч. пособие за студ.) Съставителство. С., 1988.
- 1991. Българските алиани: Сб. етнографски материали. Съставителство и увод. С., 1991, 219 с.
- 1992. АВС на етнологията. Антология на науката за човека, културата и обществото. Т. 1. Съставителство. С., 1992, 260 с.
- 1994. Етнология на траките. Съставителство и увод. С., 1994.
- 1998. Армъните в България. Историко-етнографско изследване. Съставителство. С., 1998.
- 1999. АВС на етнологията. Антология на науката за човека, културата и обществото. T. 2. Съставителство. С., 1999.

### Научные статьи
- 1965. Der wildtragende thrakishe Reitergotte. — Eirene, V. 4, Praha, 1965, p. 111—122.
- 1966. Изследвания върху бита и културата на българските цигани в Сливен. — Известия на етнографския институт и музей, 9, 1966, с. 25-49.
- 1967. Развитие на духовния бит на съвременната работническа младеж в Сливен. — Известия на етнографския институт и музей, 10, 1967, с. 201—229.
- 1968. Към въпроса за формирането, развитието и характеристиката на работническата класа в Сливен. — Известия на БИД, 26, 1968, с. 139—164.
- 1968. Страни от бита и културата на работническата младеж в Перник. — Ново време, 1968, № 8, с. 78-83.
- 1970. За произхода на един народен празник. — В: Изследвания в чест на Михаил Арнаудов. С., 1970, с. 423—432.
- 1970. Някои антични следи в българските народни вярвания и обичаи. — Известия на БИД, 27, 1970, с. 21-34.
- 1971. Енографско единство на сватбата у българите. — В: Етногенезис и културно наследство на българския народ. С., 1971, с. 103—109.
- 1971. и Д. Москова, Л. Радева. Роднинските нзвания у нас (предв. съобщение). — Известия на етнографския институт и музей, 13, 1971, с. 271—285.
- 1971. The Bulgarian Kinship System. — Ethnologia slavica, V. 3, Bratislava, 1971, p. 151—157.
- 1972. Един старинен култ в Родопите, Странджа и Места. — В: Родопски сборник, Т. 3. С., 1972, с. 159—174.
- 1972. Етнос, етно-социален организъм, етнически процеси. — Векове, 1972, № 1, с. 42-48.
- 1972. и Д. Москова, Л. Радева. Терминологична система на кръвно родство у българите. — Известия на етнографския институт и музей, 14, 1972, с. 159—174.
- 1972. Отношения на родството отразени в роднинската терминология. — В: Първи конгрес на БИД. Т. 2. С., 1972, с. 249—252.
- 1973. и Д. Москова, Л. Радева. Опыт изучения системы кровного родства у болгар. — Советская этнография, 1973, № 2, с. 60-68.
- 1974. Дискусия по проблемите за етноса сред съветските учени. — Исторически преглед, 1974, № 1, с. 95-112.
- 1975. Традиционният народен мироглед на населението в Пиринския край. — Атеист. трибуна, 1975, № 6, с. 47-55.
- 1976. и Д. Москова. Системата на родство в Средните родопи. — Родопски сборник, Т. 4, С., 1976, с. 79-113.
- 1976. Традиционният народен мироглед на българите. — Българска етнография, 1976, № 1, с. 20-37.
- 1977. Битът на пернишките миньори /1878-1944/. — Известия на българското историческо дружество, 30, 1977, с. 181—219.
- 1978. Змията-стопан в българските народни вярвания. — Векове, 1978, № 2, с. 22-29.
- 1978. Характер и специфика на традиционната духовна култура на населението на Странджа. — В: Странджанско-Сакарски сборник. Т. 1. Доклади от Първия интердисц. симпозиум «Странджа», Бургас, 17-19 август 1978, М. Търново, 1984, с. 243—246.
- 1980. Народен мироглед. — В: Пирински край. Етнографски, фолклорни и езикови проучвания. С., 1980, с. 457—477.
- 1980. Обичаи при сватба. — В: Пирински край. Етнографски, фолклорни и езикови проучвания. С., 1980, с. 390—410.
- 1980. Обичаи при смърт и погребение. — В: Пирински край. Етнографски, фолклорни и езикови проучвания. С., 1980, с. 411—421.
- 1980. Survivance de la religion des Thraces dans la culture spirituelle du people bulgare. — In: Actes du II Congres International de Thracologie. Bucarest, 1980, V. III, p. 271—273.
- 1981. Античното наследство в българската народна култура. — В: Проблеми на културното наследство. С., 1981, с. 86-100.
- 1981. За континюитета на античната култура в българската народна култура. — В: Проблеми на културното наследство. С., 1981, с. 86-100.
- 1981. Народен мироглед. — В: Българска народна култура. Истор.-етногр. очерк. С., 1981, с. 150—159.
- 1981. Народният светоглед на българите. — В: България през вековете, България днес. С., 1981, с. 325—338.
- 1982. «Космическото дърво» в българската народна култура. — Векове, 1982, № 1-2, с. 25-33.
- 1983. Влиянието на средновековната държава върху формирането на етническото съзнание. — В: България 1300. Инст. и държ. традиция. Т. 3, С., 1983, с. 519—524.
- 1983. Някои аспекти на пространството и времето в българската народна култура. — В: Изследвания в чест на проф. д-р Хр. Гандев (По случай 70-год. от рождението му). С., 1983, с. 231—243.
- 1985. Промени в народния мироглед през Възраждането. — В: Сб. в чест на проф. д-р Хр. Гандев. С., 1985, с. 419—429.
- 1987. Нестинарството в България. — Втори международен конгрес по българистика. Т. I. Етнография. С., 1987, с. 39-51.
- 1987. La representation de l enfant dans les traditions Bulgares. — In: Ethnologie d Europe et d ailleurus, V. 2., eds Civilisation, vol. XXXVII, 2, p. 43-54.
- 1990. Баянията като космогонична концепция в българската народна култура (Принос към семантичната им интерпретация). — Векове, 1990, № 6, с. 5-19.
- 1990. Светът, от който идват децата. — Българска етнография, 1990, № 1, с. 6-10. /Митични представи за раждането, съдържащи се в бълг. обредна и светогледна система/.
- 1990. Le vin dans les traditions orales des rites familiaux bulgares. — Premier d centres europeen sur la culture oral europeenne. Stasbourg, 1990.
- 1990. Rever sons le dictame. — Les Plautes et les soisons. Collection Ethnologies d Europe. Civilisation. 1990, p. 213—227.
- 1991. Под цветето на самодивите. — Българска етнография, 1991, № 3, с. 20-24.
- 1992. «Възродителнията процес» и «голямата екскурзия» (опит за орална история). — В: Етническата картина в България. С., 1992, с. 105—109.
- 1992. Преподаването по етнография в СУ «Св. Климент Охридски» (1888—1988). — Год. СУ, Исторически факултет, 80, 1992, с. 177—186.
- 1993. Хлябът на българина: хляб без квас, хляб с квас. — Бълг. етногр., 1993, № 3, с. 15-23.
- 1995. Le pain azim et le pain leve du Bulgare. — Studia in Honorem Alexandri Fol. Thracia, Vol. 11, Serdicae, p. 481—488.
- 1996. Трапезата на самодивите. — Българска етнология, 1996, № 3.
- 1997. За житото. Една хипотеза. — В: Хлябът в славянската култура. С., 1997, с. 134—138.
- 1998. Bulgaristan Alevileri ve Demir Baba Tekkesi. Iv. Georgieva nin bir onsozu vardir. Istanbul, 1998.
- 1999. Мястото на етнологията в «Български векове» — Български векове, 1999, № 1, с. 22-23.
- 2000. Култът към Богородица в българската народна култура. — В: Европа и България. Сборник в памет на проф. Христо Гандев. С., 2000, с. 35-53.
- 2001. Le feu et la croix: un rite en l honneur de saint Constantin. — Ethnologie francaise, 2001, N 12, p. 251—260.
- 2001. Нестинарство без нестинари. — Хемус, 2001, кн. 4, Будапеща. /същото загл. и на унг. език/
- 2002. Българите в Крим. — Във: Фолклор, традиция, култура. С., БАН, с. 231—240.
- 2003. Нестинарството в Крим. — Българска етнология, 2003, № 2-3, с. 9-29.

#### На русском языке
- 1984. Народное мировоззрение. — В: Болгары. Очерк трад. нар. културы. С., 1984, с. 105—112.
- 1999. Константин Великий — император и святой. — Славянские этюды. Сб. к юбилею С. М. Толстого. М., 1999, с. 161—170.
- 2002. Болгары в Крыму. — В: Болгаро-украинские связи на рубеже тысячелетия. Материалы междунар. научно-практической конференции. Симферополь, 2002, 3-13.